# Charlie Banks
Pour plus de détails, voir Fiche technique et Distribution.
Charlie Banks (The Education of Charlie Banks) est un film américain réalisé par Fred Durst, sorti en 2007.

## Synopsis
Charlie Banks, étudiant new-yorkais, mène une belle vie tranquille jusqu'au jour où il reçoit la visite inopinée de Mick Leary, son ancien voisin et camarade de lycée. Avec cette visite, de vieilles histoires vont refaire surface

## Fiche technique
- Titre original : The Education of Charlie Banks
- Titre français : Charlie Banks
- Réalisation : Fred Durst[1]
- Scénario : Peter Elkoff
- Direction artistique : Jordan Jacobs et Chad Detwiller
- Décors : Gretchen Schlottman
- Costumes : John Glaser et Elizabeth Shelton
- Photographie : Alex Nepomniaschy
- Montage : Eric L. Beason
- Musique : John Swihart
- Casting : Laray Mayfield
- Production : Marisa Polvino et Ged Dickersin ; Declan Baldwin (coproduction) ; Tove Christensen (associé) ; Peter Elkoff, Ken Guarino et Sam Maydew (production exécutive)
- Sociétés de production : The Collective, Myriad Pictures, Straight Up Films, Strongheart Pictures et Tax Credit Finance
- Sociétés de distribution : Anchor Bay Entertainment (cinéma et DVD), CW Television Network (télévision)
- Pays d'origine :  États-Unis
- Langue originale : anglais
- Format : couleur - 35 mm - 2,35:1 - son Dolby Digital
- Genre : Film dramatique
- Durée : 100 minutes
- Dates de sortie[2] :
  -  États-Unis : 27 avril 2007[2] (en avant-première) ; 27 mars 2009[2] (sortie limitée)
  -  France : 16 mai 2012[3] (sorti directement en DVD)

 Sauf indication contraire, les informations mentionnées dans cette section peuvent être confirmées par la base de données cinématographiques IMDb,  présente dans la section « Liens externes ».

## Distribution
- Jesse Eisenberg (VF : Donald Reignoux) : Charlie Banks
- Jason Ritter (VF : Taric Mehani) : Mick
- Chris Marquette (VF : Brice Ournac) : Danny
- Sebastian Stan (VF : Thibaut Belfodil) : Leo
- Gloria Votsis (VF : Céline Melloul) : Nia
- Eva Amurri (VF : Kelly Marot) : Mary
- Alex Guarino (VF : Laurent Morteau) : Buzzy Tim
- Declan Baldwin (VF : Jean-Michel Meunier) : inspecteur Lazaroff
- Dennis Boutsikaris (VF : Nicolas Marié) : M. Banks
- Jessica Conlan : Sarah
- Sam Daly : Owen

 Source et légende : version française (VF) sur RS Doublage